# 5 Pułk Kolejowo-Mostowy
5 Pułk Kolejowo-Mostowy im. Obrońców Modlina – jednostka wojskowa Zgrupowania Wojsk Kolejowych i Drogowych ludowego Wojska Polskiego.
Pułk stacjonował w Modlinie Twierdzy. Razem z 2 Pułkiem Kolejowym z Inowrocławia, 3 Warszawskim Pułkiem Mostowym z Płocka, 4 Pułkiem Drogowo-Eksploatacyjnym z Niska, 8 Pułkiem Mostowym z Grudziądza, 10 Pułkiem Kolejowym z Przemyśla, 11 Pułkiem Kolejowym z Przemyśla, 12 Pułkiem Kolejowym z Tarnowskich Gór i 12 Pułkiem Drogowo-Eksploatacyjnym z Modlina wchodził w skład Zgrupowania Wojsk Kolejowych i Drogowych.